# Anschläge in Mumbai 2008

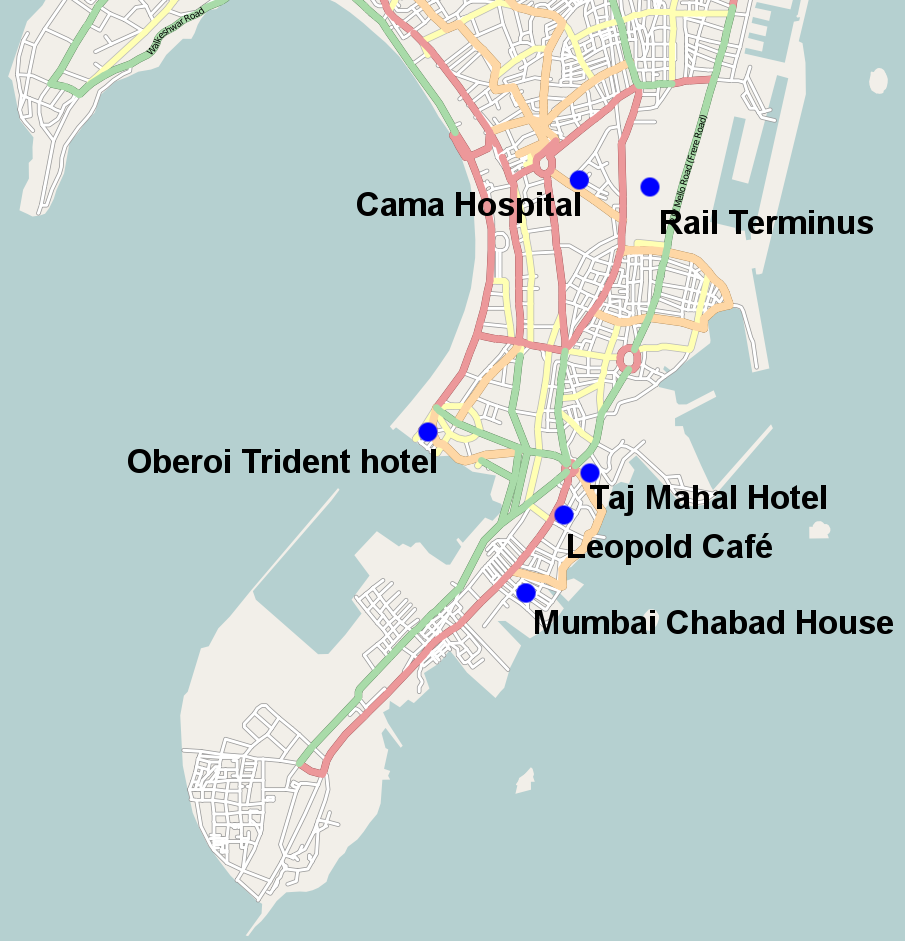
Die verschiedenen Tatorte

Bei den Anschlägen in Mumbai 2008 kam es im Süden der indischen Metropole Mumbai am 26. November 2008 an unterschiedlichen Stellen innerhalb kurzer Zeit zu zahlreichen Morden, Explosionen und Geiselnahmen. Verübt wurde diese einheitlich koordinierte Tat durch eine Gruppe von zehn Angreifern, die sich vor Ort in mehrere Teams aufgeteilt hatte und offenbar gezielt touristische bzw. jüdische Einrichtungen attackierte, darunter zwei Luxushotels. Die Attentäter wurden während des Angriffs von Hintermännern aus Pakistan geführt.
Neun der Täter konnten erst nach heftigen, zum Teil mehrtägigen Gefechten bis zum Abend des 29. November von der Polizei getötet werden. Ein weiterer Täter, Ajmal Kasab, wurde verhaftet. Nach offiziellen Angaben wurden durch die Angriffe 166 Menschen getötet und 304 verletzt. Ajmal Kasab wurde von einem indischen Gericht zum Tode verurteilt und 2012 hingerichtet. In Pakistan und den USA kam es zu weiteren Verfahren in dieser Sache. Der Anschlag wird der islamistischen pakistanischen Terrororganisation Laschkar-e Taiba (LeT) zugeschrieben. 
Die Terroristen wurden während der Anschläge von einem Offizier des pakistanischen Geheimdienstes ISI namens Sajid Mir per Smartphone aus dem pakistanischen Karatschi angeleitet. Er entschied auch, wenn Geiseln zu erschießen waren. Der pakistanische Geheimdienst arbeitet eng mit der islamistischen Terrororganisation Laschkar-e Taiba zusammen. 
Die Anschläge werden international und in Indien meist mumbai 26/11 attacks oder kurz 26/11 attacks genannt.

## Hintergrund
In Mumbai hatte es seit den Bombenanschlägen am 12. März 1993, durch die 257 Personen getötet worden waren, viele weitere Anschläge gegeben. Die Anschläge im Jahr 1993 sollten die Zerstörung der Babri-Moschee in Ayodhya „vergelten“.
Am 6. Dezember 2002, dem 10. Jahrestag der Zerstörung der Babri-Moschee, tötete eine Detonation in einem BEST-Autobus neben der Ghatkopar-Haltestelle zwei Personen und verletzte 28 weitere. Eine Fahrradbombe tötete am 27. Januar 2003, einen Tag vor dem Besuch des Ministerpräsidenten Atal Bihari Vajpayee, neben der Vile-Parle-Haltestelle in Mumbai eine Person und verletzte 25 weitere. Im März 2003, einen Tag nach dem zehnten Jahrestag der Bombenanschläge in Bombay, explodierte eine Bombe in einem Zug neben der Mulund-Haltestelle. Zehn Personen starben, 70 wurden verletzt.
Am 28. Juli 2003 tötete eine Detonation in einem BEST-Autobus in Ghatkopar vier Menschen, weitere 32 wurden verletzt.
Am 25. August 2003 explodierten zwei Bomben in Südbombay, eine neben dem Gateway of India und eine weitere beim Zaveri Basar in Kalbadevi. Mindestens 44 Menschen wurden getötet und 150 wurden verletzt. Am 11. Juli 2006 explodierten sieben Bomben innerhalb von elf Minuten auf der S-Bahn in Bombay.
209 Personen, 22 davon Ausländer, wurden getötet und mehr als 700 verletzt.
Nach Angaben der Polizei von Bombay wurden die Bombenangriffe von Laschkar-e-Toiba und den Students Islamic Movement of India (SIMI) ausgeführt.
Eine Gruppe von 24 (nach anderen Quellen 26) Männern wurde für Seekriegsführung in einem entlegenen Lager im gebirgigen Muzaffarabad, Asad Kaschmir in Pakistan trainiert. Ein Teil des Trainings fand angeblich in einem Lager bei der Mangla-Talsperre statt.
Die Neulinge wurden durch islamistische Propaganda indoktriniert, inklusive Bilder angeblicher Gewalttaten gegen muslimische Glaubensbrüder in Indien, Tschetschenien und Palästina. Sie nahmen an einem sogenannten Daura-Aam-Kurs teil, der neben einer Methodenlehre der Terrormethodik, eine gründliche Gefechtsausbildung lehrt. Ferner nahmen sie in einem Lager neben Mansehra an einem Kurs mit der Bezeichnung Daura Khaas teil. Eine kleinere Gruppe wurde im Kommandotraining ausgebildet.
Von diesen Studenten wurden zehn für die Anschläge ausgewählt. Ihnen wurde neben dem Einsatz von High-End-Waffen und Sprengstoffen, auch Schwimmen und Segeln beigebracht. Ehemalige Soldaten der pakistanischen Armee und Beamte der Inter-Services Intelligence (ISI) sollen regelmäßig das Training begleitet haben. Den Attentätern wurden ferner Baupläne aller vier Zielobjekte gegeben – Taj Mahal Palace & Tower, Trident Oberoi, Nariman House und Chhatrapati Shivaji Terminus.

## Ablauf

### Ankunft der Täter

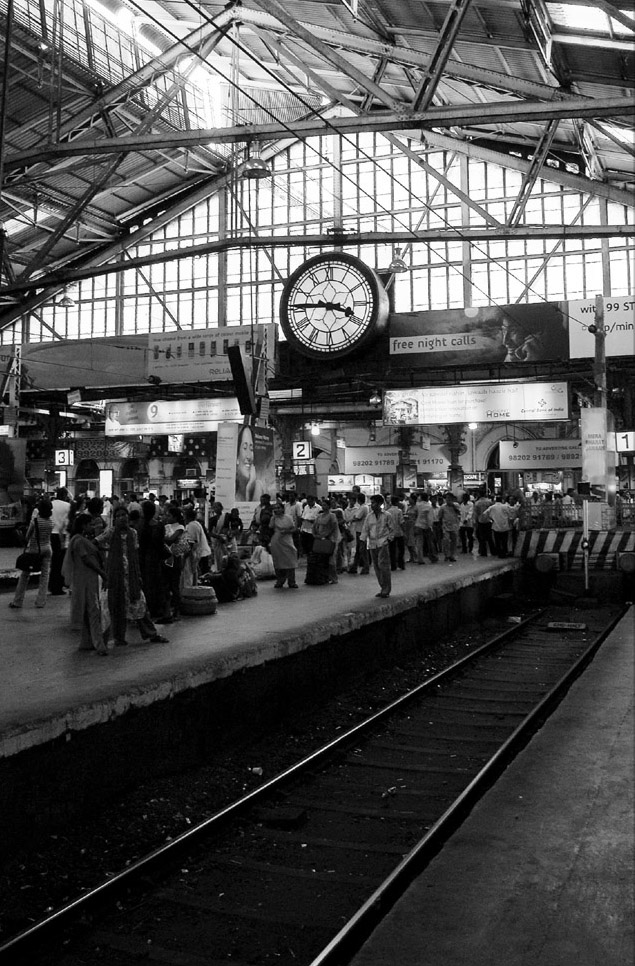
Bahnsteighalle von Victoria-Station, histor. Foto (Mumbai Hauptbhf. - Chhatrapati Shivaji Terminus)

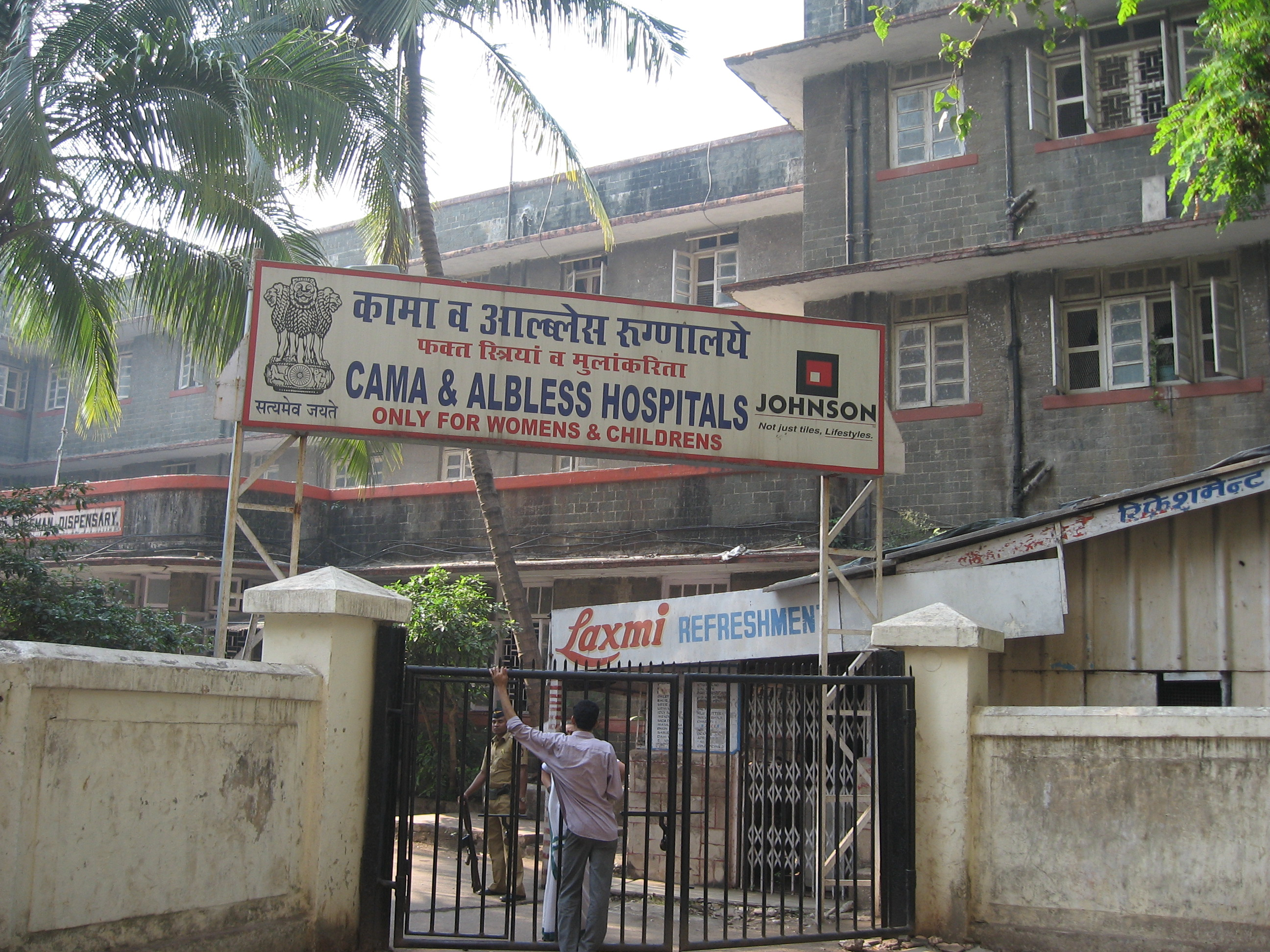
Cama & Albless Hospital für Frauen und Kinder

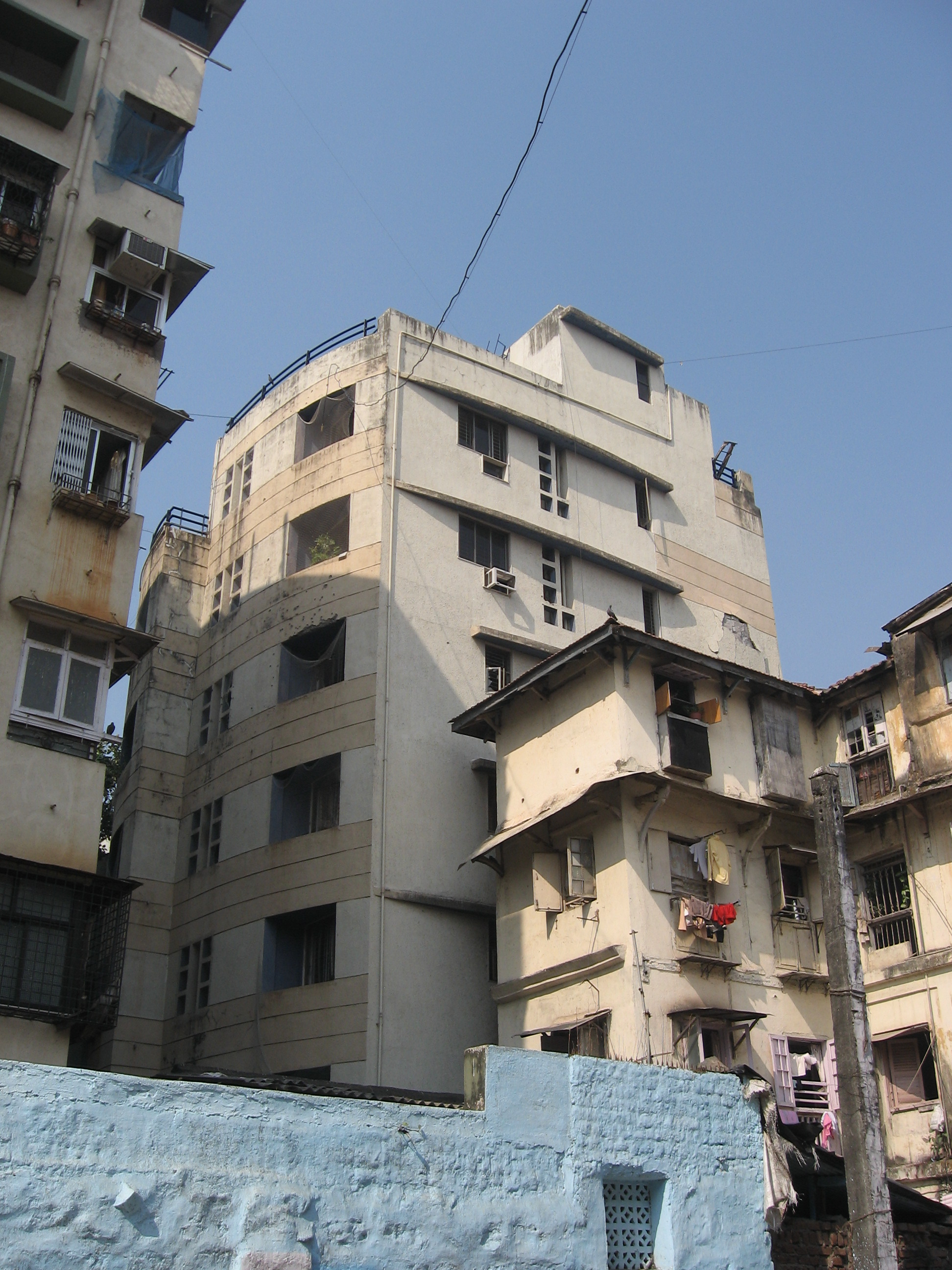
Nariman House/Chabad House

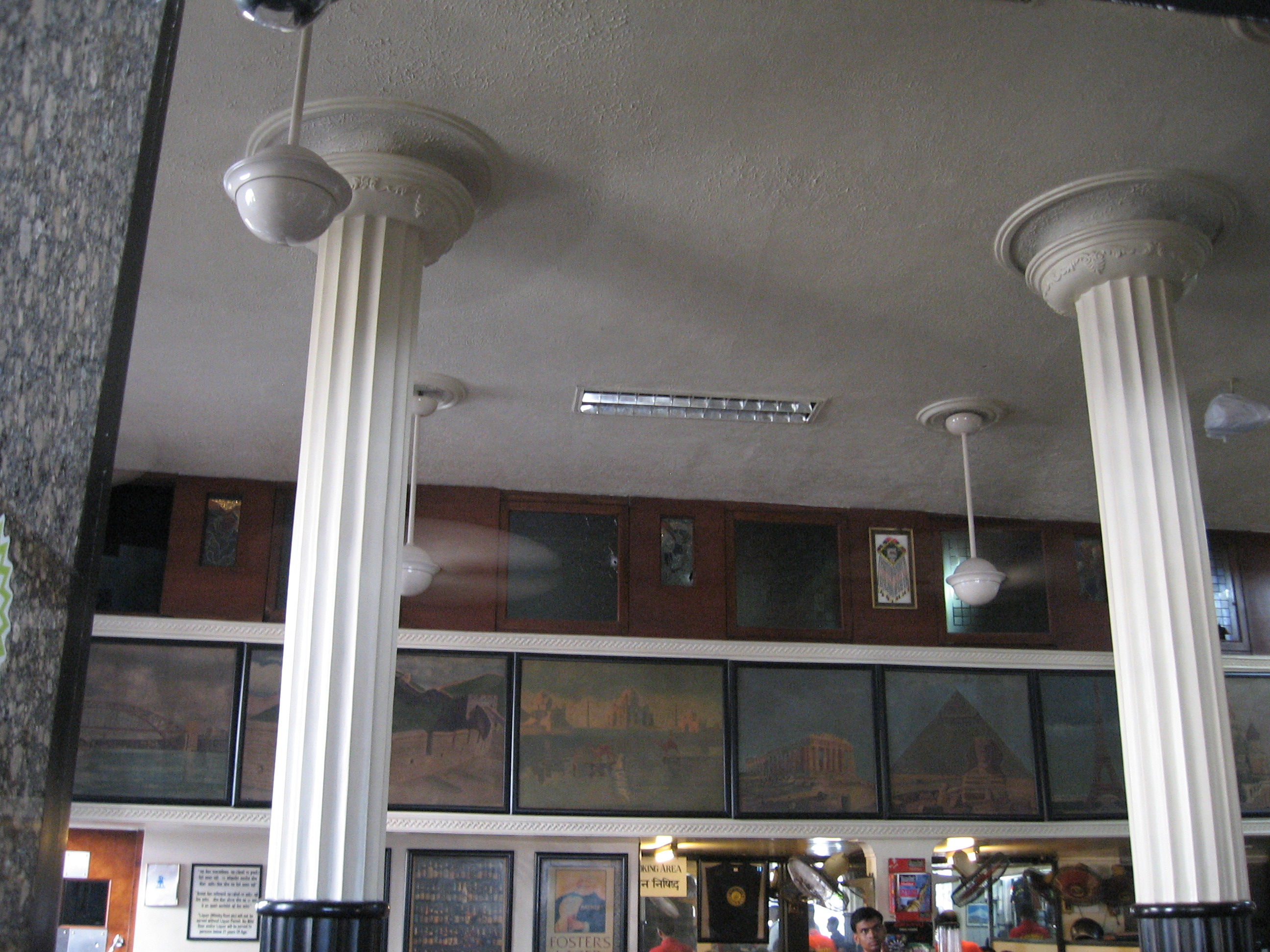
Innenansicht des Cafe Leopold

Laut Aussagen des überlebenden Terroristen hätten die zehn Täter am Morgen des 22. November 2008 mit einem kleinen Boot von der pakistanischen Stadt Karatschi aus abgelegt und seien innerhalb der nächsten Stunde auf ein größeres Boot übernommen worden, auf welchem sich Unterstützer ihrer Mission befunden hätten. Anschließend drangen sie in die indischen Gewässer ein, wo sie am Abend des 23. November 2008 vor der Küste von Jakhau, etwa 582 Seemeilen von Mumbai entfernt, den indischen Trawler M.V. Kuber kaperten und die fünf indischen Besatzungsmitglieder in ihre Gewalt brachten. Vier von ihnen wurden auf das pakistanische Boot übernommen, mit welchem die Komplizen wieder in Richtung Pakistan abfuhren. Der indische Kapitän wurde dazu gezwungen, die M.V. Kuber mit den zehn Terroristen an Bord in Richtung Mumbai zu steuern.
Am 26. November 2008 gegen 16 Uhr Ortszeit stoppten sie etwa 4 bis 5 Seemeilen vor der Küste und nahmen Kontakt mit ihren Hintermännern bzw. Komplizen auf, welche sie über die Tötung der vier indischen Seeleute informierten. Nachdem sie den indischen Kapitän ermordet und ein von ihnen mitgeführtes Schlauchboot mit Außenbordmotor zu Wasser gelassen hatten, legten sie mit diesem die restliche Strecke zurück und erreichten am 26. November 2008 zwischen 20:30 Uhr und 21 Uhr die Küste von Mumbai im Bereich des Badhwar Park bzw. dem Geschäftsviertel Cuffe Parade.
An Land teilten sich die Attentäter in fünf Gruppen von jeweils zwei Angreifern auf und begaben sich zu ihren vorgegebenen Anschlagszielen. Jeder der Angreifer war zivil gekleidet und trug einen 8 bis 10 kg schweren Sprengsatz auf Hexogen-Basis in einem Rucksack mit sich. Darüber hinaus verfügten sie jeweils über Sturmgewehre der Bauart Kalaschnikow, sowie über Pistolen und Handgranaten pakistanischer Herkunft. Über Mobiltelefone wurde die Kommunikation untereinander sichergestellt. Später wurde bekannt, dass die Täter auch von Hintermännern aus Pakistan, welche die Nachrichtensender verfolgten, während der Anschläge mit Informationen über die aktuelle Lage versorgt wurden.

### Bahnhof/Krankenhaus
Ein Team, bestehend aus Ajmal Kasab und Ismail Khan, ließ sich von einem Taxi zum stark frequentierten Bahnhof Chhatrapati Shivaji Terminus bringen. Während der Fahrt deponierten sie einen Sprengsatz im Fahrzeug, welcher später auf dem Express Highway, gegenüber dem City Swan Club im Stadtteil Vile Parle explodierte und zwei Menschen in den Tod riss. Am Bahnhof angekommen, begaben sie sich in die Toilettenanlagen, deponierten einen weiteren Sprengsatz und attackierten anschließend ab etwa 21:50 Uhr die Menschenmassen in der Bahnhofshalle und auf den Bahnsteigen mit Sturmgewehren und Handgranaten. Bilder aus einer Überwachungskamera, welche Kasab im Bahnhof mit einem Sturmgewehr und einer umgehängten Tasche zeigen, gingen um die Welt. Bei dem Anschlag wurden 52 Menschen getötet und 108 verletzt. Unter den Getöteten befanden sich vier Polizisten.
Nachdem die Täter den Bahnhof verlassen hatten, begaben sie sich zu Fuß zum nahen Cama & Albless-Krankenhaus, wo sie zwei Wachmänner und drei weitere Personen ermordeten sowie mehrere Angestellte als Geiseln nahmen. Vier Personen waren verletzt worden. Einer Polizeieinheit unter Führung von Sadanand Date gelang es, die Angreifer in ein Gefecht zu verwickeln und damit den Geiseln die Flucht zu ermöglichen. Dabei wurden zwei Polizisten getötet und sechs weitere verletzt. Die beiden Täter verließen daraufhin das Krankenhaus und begaben sich in die Badruddin Tayabjee Lane, wobei sie einen weiteren Polizisten ermordeten.
Von einem Hinterhalt aus beschossen die Täter anschließend einen ankommenden Kleintransporter der Polizei, wobei sechs Beamte getötet wurden. Unter den Opfern befanden sich Hemant Karkare, Leiter der Anti-Terror-Einheit von Mumbai, Additional Commissioner Ashok Kamte und Senior Inspector Vijay Salaskar, womit drei der führenden Polizisten Mumbais ums Leben kamen. Ein siebenter Polizist, Arun Jadhav, hatte schwer verletzt auf der Ladefläche überlebt. Kasab und Khan entfernten drei der Toten aus dem Fahrerhaus und fuhren mit dem Polizeifahrzeug entlang des Metro Cinema Square, wobei sie scheinbar wahllos auf Passanten schossen. Im Bereich der Metro Junction wurden durch die Schüsse ein Polizist und ein Passant getötet. Im Bereich des Usha Mehta Square wechselten die Täter aufgrund eines Reifenschadens das Fahrzeug und kaperten einen entgegenkommenden PKW, mit welchem sie ihre Fahrt über die Küstenstraße N. S. Purandare Marg fortsetzten.
Arun Jadhav hatte inzwischen die Einsatzzentrale über den PKW und die Fahrtrichtung der Täter informiert, worauf diese an einer Straßensperre in Girgaum Chowpatti gestellt werden konnten. Nach einem kurzen Schusswechsel, bei dem ein weiterer Polizist getötet wurde, konnten Ajmal Kasab und Ismail Khan überwältigt werden. Während Khan noch am Festnahmeort seinen Schussverletzungen erlag, wurde Kasab als einziger der Mumbai-Attentäter lebend gefasst.

### Nariman House/Chabad House
Ein weiteres Team, bestehend aus Babar Imran und Nasir, alias Abu Umar, drang am 26. November zwischen 21:45 Uhr und 22:25 Uhr in das fünfstöckige Nariman House in Colaba Wadi ein, welches sich zu diesem Zeitpunkt seit zwei Jahren im Besitz der jüdisch-ultraorthodoxen Chabad-Gruppierung befand und in Chabad House umbenannt worden war. Zuvor deponierten die Täter jeweils einen Sprengsatz an einer Tankstelle auf der Shahid Bhagatsingh Road und im Parkplatzbereich des Chabad House. Die Täter nahmen mehrere Geiseln und kontaktierten die Medien, wobei India TV die Gespräche mit den Geiselnehmern veröffentlichte.
Die Täter ermordeten den israelischen Rabbiner Gavriel Holtzberg und dessen Frau Rivka, den US-amerikanischen Rabbiner Leibish Teitelbaum, sowie fünf weitere Personen, darunter noch zwei israelische Staatsbürger. Sieben Personen wurden verletzt. Die 51 Special Action Group der National Security Guard wurde in den Morgenstunden des 28. November per Hubschrauber auf dem Dach des Gebäudes abgesetzt und stürmte die Anlage, wobei 14 weitere Personen befreit werden konnten. Im Zuge des folgenden Gefechts wurden beide Täter und der Kommandosoldat Gajender Bisht getötet.

### Cafe Leopold
Das 1871 von iranischen Einwanderern gegründete Cafe Leopold an der S.B.S. Road in Colaba ist ein bekanntes Touristenziel, das auch von Einheimischen gerne besucht wird. Die beiden Terroristen Abu Shoaib und Abu Umer ließen sich von einem Taxi zur Lokalität befördern, wobei sie im Fahrzeug einen ihrer Sprengsätze zurückließen. Dieser explodierte später in Mazagaon, tötete drei Personen und verletzte 19 weitere.
Die beiden Täter begannen ihren Angriff zwischen 21:30 Uhr und 21:40 Uhr, wobei sie mit Sturmgewehren in das Café schossen und Handgranaten warfen. Nach der Attacke, bei welcher elf Menschen, darunter ein deutsches Ehepaar, getötet und 28 verletzt wurden, begaben sich die Täter zu Fuß zum Taj Mahal Palace Hotel, wobei sie beim Gokul Restaurant ihre zweite Sprengladung deponierten. Diese konnte jedoch von der Polizei entschärft werden.

### Taj Mahal Palace Hotel

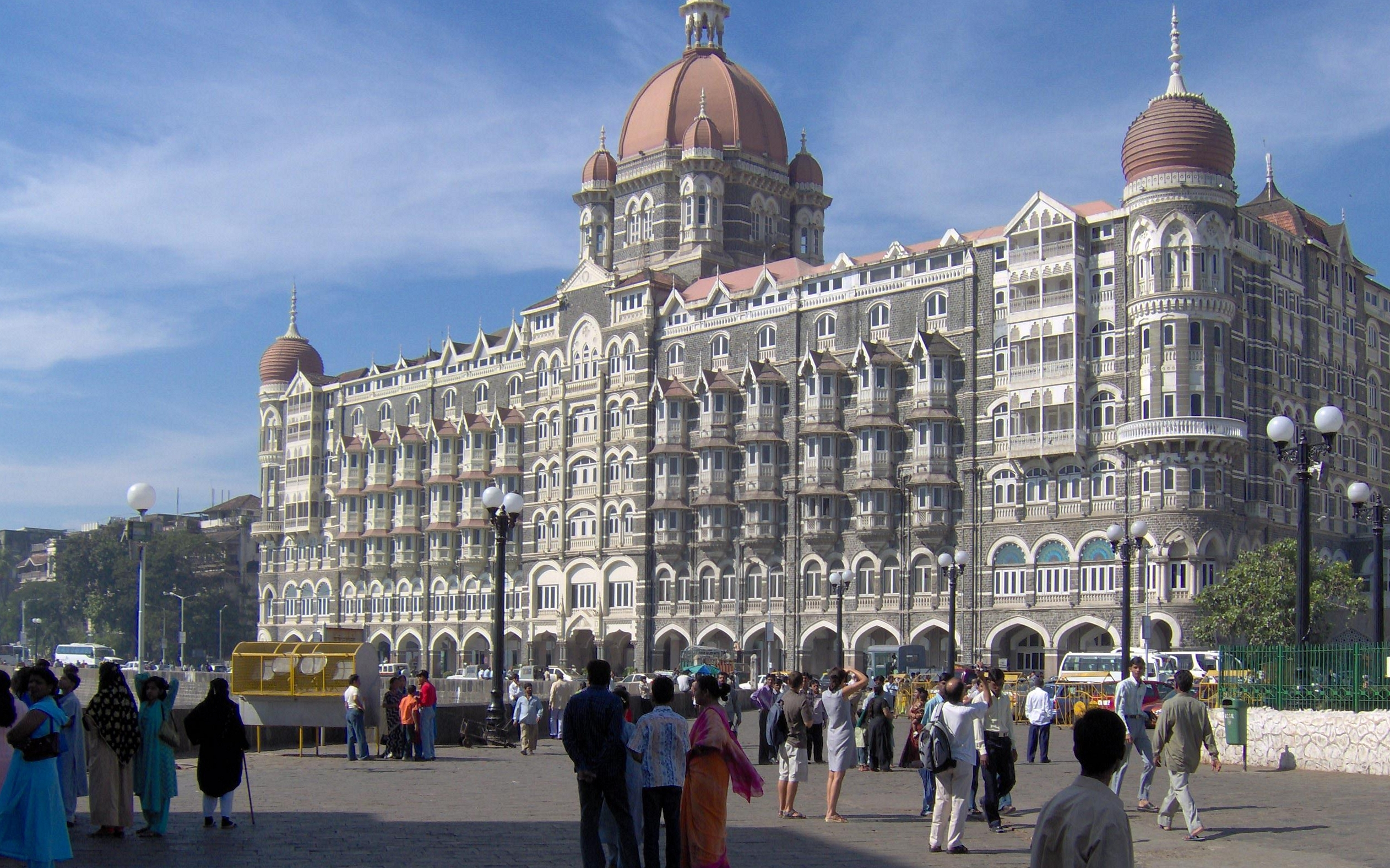
Das Hotel Taj Mahal Palace

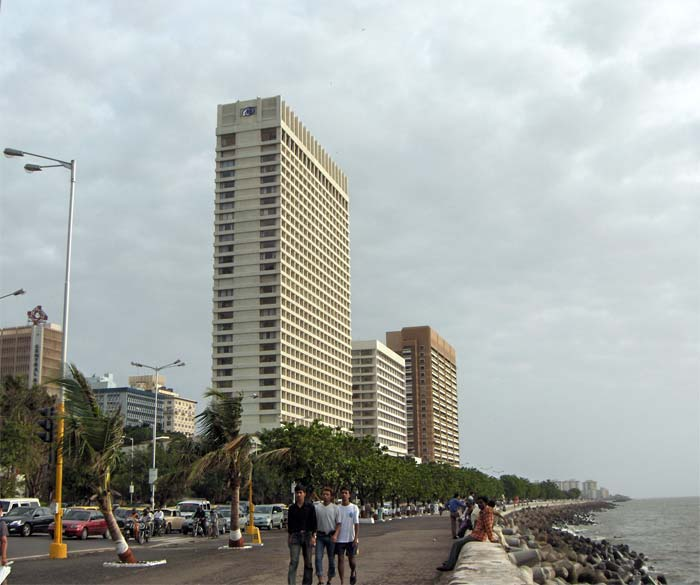
Oberoi-Hotel, 2005

Das seit 1903 bestehende Luxushotel bildet ein weithin sichtbares Wahrzeichen und wurde von den Terroristen Hafiz Arshad und Javed alias Abu Ali mit dem Taxi am 26. November zwischen 21:30 Uhr und 21:45 Uhr erreicht. Die beiden Täter betraten das Hotel über den Haupteingang und eröffneten in der Lobby das Feuer auf Gäste und Angestellte. Eine vor dem Eingang deponierte Sprengladung konnte später von der Polizei entschärft werden. Die beiden Terroristen Abu Shoaib und Abu Umer, welche zuvor den Angriff auf das Cafe Leopold ausgeführt hatten, betraten das Hotel kurze Zeit später über einen nördlichen Nebeneingang.
Die folgenden rund 60 Stunden bewegten sich die Terroristen durch die weitläufigen Anlagen des Hotels, bestehend aus hunderten von Gästezimmern, sowie zahlreichen weiteren Serviceräumlichkeiten. Die Täter drangen in die Zimmer ein und erschossen alle Anwesenden, warfen Handgranaten, zündeten ihre letzte Sprengladung im fünften Stock und legten Feuer in den oberen Stockwerken. Aufnahmen des brennenden Hotels wurden international zum Symbol der Anschläge von Mumbai.
An verschlossenen Zimmern gaben sie sich als Hotelmitarbeiter oder Polizisten aus und sollen auch Angestellte gezwungen haben, Gäste für ihre vermeintliche Rettung zum Öffnen der Zimmertüren zu bewegen. Diese Ereignisse wurden im 2018 erschienenen Film Hotel Mumbai dargestellt.
Erst in den Morgenstunden des 27. November drangen Commandos der „MARCOS“, einer Spezialeinheit der indischen Marine, in das Hotel ein, gefolgt von rund 100 Commandos der National Security Guard, welche das Hotel am 27. November gegen 09:30 Uhr erreichten. Das Hotel wurde weitläufig umstellt, Scharfschützen deckten das Vorgehen der Commandos und die Feuerwehr begann die Brände über Drehleitern zu löschen. Die Sicherheitskräfte konnten das Hotel erst am 29. November um 18:00 Uhr als gesichert an die örtliche Polizei übergeben. Die vier Täter waren in stundenlangen Gefechten in einem der Räume im Altbau umstellt und schließlich erschossen bzw. durch Sprengladungen getötet worden. Im Hotel selbst waren 36 Menschen ermordet und 28 verletzt worden. Unter den Toten befanden sich ein Polizist und der Kommandosoldat Sandeep Unnikrishnan.

### Hotel Trident Oberoi
Die fünfte Terrorgruppe, Fahadullah und Abdul Rehman Chhota, drang am 26. November gegen 22:00 Uhr in das Luxushotel Trident Oberoi am Marine Drive ein und eröffnete das Feuer aus Sturmgewehren, zudem wurden Handgranaten geworfen und zwei Sprengladungen im Eingangsbereich und vor einem der Restaurants gezündet. Die Täter verschanzten sich anschließend mit mehreren Geiseln in den oberen Stockwerken und konnten von den Spezialeinheiten erst am Abend des 28. November getötet werden. Auch im Hotel Trident Oberoi kamen 35 Menschen ums Leben, 24 wurden verletzt.

## Opfer
| Nationalität           | Verstorben | Verletzt |
| ---------------------- | ---------- | -------- |
| Indien                 | 140        | 283      |
| Vereinigte Staaten     | 4          | 2        |
| Israel                 | 4          | 0        |
| Deutschland            | 3          | 2        |
| Australien             | 2          | 2        |
| Kanada                 | 2          | 2        |
| Frankreich             | 2          | 0        |
| Vereinigtes Königreich | 1          | 5        |
| Japan                  | 1          | 1        |
| Malaysia               | 1          | 0        |
| Mexiko                 | 1          | 0        |
| Italien                | 1          | 0        |
| Niederlande            | 1          | 0        |
| Singapur               | 1          | 0        |
| Thailand               | 1          | 0        |
| Mauritius              | 1          | 0        |
| Oman                   | 0          | 3        |
| Jordanien              | 0          | 1        |
| Philippinen            | 0          | 1        |
| Polen                  | 0          | 1        |
| Spanien                | 0          | 1        |
| Total                  | 166        | 304      |

Laut offiziellem Abschlussbericht wurden 166 Menschen getötet und 304 verletzt. Unter den Getöteten befanden sich 26 Ausländer, von denen allein 18 in den beiden Hotels ums Leben kamen, sowie 18 Sicherheitskräfte. 21 Ausländer und 33 Sicherheitskräfte wurden verletzt. Eines der Opfer war israelisch/US-amerikanischer Doppelstaatsbürger. Er wird in der Liste unter den Opfern Israels geführt.
Bei den europäischen Todesopfern handelte es sich um die 46-jährige Französin Loumia Hiridjee, Gründerin des Pariser Modeunternehmens Princesse tam.tam, und ihren 49-jährigen Ehemann Mourad Amarsy, einen 68-jährigen Deutschen und dessen 50-jährige Ehefrau, sowie den deutschen Medienunternehmer und Kommunalpolitiker Ralph Burkei, der in der Hoffnung sich aus dem 6. Stock zu retten beim Herunterklettern vom 2. Stock auf ein Vordach fiel. Per Telefon versuchte er, gemeinsam mit seiner Freundin, vergeblich gerettet zu werden. Weiterhin starben der 73-jährige britische Geschäftsmann und Millionär Andreas Liveras, ein bei einem Schweizer Finanzunternehmen angestellter 63-jähriger Italiener, sowie ein 57-jähriger Niederländer, welcher für ein belgisches Unternehmen arbeitete.
39 Sicherheitskräfte wurden für ihren Einsatz während der Anschläge ausgezeichnet. Sechs der Getöteten wurden im Januar 2009 von Präsidentin Pratibha Patil posthum mit der Medaille Ashok Chakra geehrt, der höchsten militärischen Auszeichnung Indiens in Friedenszeiten.
Joint Commissioner Hemant Karkare, Additional Commissioner Ashok Kamte und Inspector Vijay Salaskar waren leitende Beamte der Polizei in Mumbai. Sie eilten ihren Kollegen beim Cama-Krankenhaus zu Hilfe, um ein erneutes Eindringen der Täter in die Klinik zu verhindern. Alle drei gerieten bei ihrer Ankunft in einen Hinterhalt und wurden erschossen.
Assistant Sub-Inspector Tukaram Omble hatte sich bei einer Straßensperre unbewaffnet auf den Terroristen Ajmal Kasab gestürzt und versucht, diesen zu entwaffnen und vom weiteren Beschuss seiner Kollegen abzuhalten. Im Handgemenge wurde Omble schließlich durch eine Schussabgabe aus dem Sturmgewehr von Kasab tödlich verletzt. Durch den persönlichen Einsatz von Omble konnten sich weitere Beamte Kasab nähern und diesen schließlich ohne weiteren Schusswaffeneinsatz überwältigen.
Havildar (Sergeant) Gajender Bisht der 51 Special Action Group drang als einer der ersten Kommandosoldaten in das Nariman House/Chabad House ein und wurde im Kampf mit den Terroristen tödlich verletzt. Durch seinen Einsatz hatte er entscheidend zur Befreiung von 14 Geiseln beigetragen.
Major Sandeep Unnikrishnan der 51 Special Action Group leitete die Erstürmung des Altbaus im Taj Mahal Palace Hotel, wobei er 14 Geiseln befreien konnte. Als seine Männer in einen Hinterhalt gerieten, blieb er alleine im umkämpften Stockwerk zurück und sicherte damit die Evakuierung eines verwundeten Kameraden. Er wurde bei dem Versuch, ein von Terroristen besetztes Zimmer zu erstürmen, im Schusswechsel getötet.

## Ermittlungen

### Verbindung nach Pakistan
Auf der M.V. Kuber und bei den Terroristen konnten zahlreiche Gegenstände, darunter in Pakistan hergestellte Hygieneartikel, Nahrungs- und Genussmittel, Treibstoffbehälter, Kleidung, Pistolen und Handgranaten sichergestellt werden. Der Außenbordmotor ihres Schlauchbootes war in Japan produziert und nach Pakistan exportiert worden. Die Zeitzünder der entschärften Sprengsätze waren in der pakistanischen Nationalsprache Urdu beschriftet. Aufgrund eines auf der M.V. Kuber aufgefundenen GPS-Gerätes konnte die Reiseroute der Terroristen zurückverfolgt werden. Ihre Mobiltelefone waren aus China kommend nach Pakistan geliefert worden.
Der überlebende Terrorist Ajmal Kasab sagte nach seiner Festnahme noch im Krankenhaus und später auch vor Gericht umfangreich über seine Rekrutierung und Ausbildung in Pakistan aus. Er gab an, aus Faridkot, Distrikt Okara, Provinz Punjab zu stammen. Er sei mit etwa 30 weiteren jungen Männern in Trainingscamps der Laschkar-e Taiba (LeT) in Muridike, Mansehra und Muzaffarabad umfangreich ausgebildet worden. 13 von ihnen seien für die Angriffe in Mumbai ausgewählt worden, von denen dann aber sechs für Einsätze in Kashmir abgezogen worden seien. Drei neu zur Gruppe gestoßene hätten dann die Zahl der späteren Attentäter auf zehn erhöht. Sie seien ab Mitte September 2008 über ihre Anschlagsziele informiert und daraufhin in Karatschi von der Außenwelt isoliert worden. Kasab identifizierte führende LeT-Mitglieder als Planer und Organisatoren des Anschlags, darunter den LeT-Anführer Zakiur Rehman Lakhvi als treibende Kraft hinter den Anschlägen.
Eine E-Mail mit Bekennerschreiben einer bisher unbekannten Organisation namens Deccan Mujahideen wurde an die indischen Medien verschickt. Die IP-Adresse konnte jedoch über einen Proxyserver in Russland zu Zarrar Shah zurückverfolgt werden, welcher als Leiter der Technologie- und Medienabteilung der LeT gilt. Über ein von den Tätern verwendetes Satellitentelefon war zudem eine Nummer gewählt worden, welche dem führenden LeT-Mitglied Abu al-Qama zugeordnet werden konnte. Der ehemalige Commissioner der Polizei von Mumbai, Rakesh Maria, äußerte sogar die These, die Terroristen wären nach ihrem Tod von den Medien aufgrund ihrer gefälschten indischen Ausweise mit hinduistischen Namen und dem gefälschten Bekennerschreiben, als Hindus präsentiert worden, was innere Unruhen hätte auslösen können. Als weiteres Indiz dafür nannte er das rote Band am rechten Handgelenk beim festgenommenen Ajmal Kasab, ein bei Hindus verbreitetes Symbol, dass man auf den Segen der göttlichen Trias vertraut und sich ihres Beistandes versichert.
Am 3. Dezember 2008 gab auch John Michael McConnell, Direktor der US-Nachrichtendienste bekannt, dass die LeT für den Anschlag verantwortlich sei. Am 9. Dezember 2008 veröffentlichte die indische Polizei die Identitäten der neun getöteten Attentäter.
Die Hintermänner der Anschläge nutzten IP-Telefonie (VoIP), um mit den Terroristen vor Ort in Verbindung zu bleiben. Im Oktober 2008 eröffnete ein Kharak Singh aus Indien per E-Mail ein Konto beim VoIP-basierten Dienst Callphonex aus New Jersey, USA. Die Bezahlung erfolgte durch eine Auslandsüberweisung mittels MoneyGram, von einem Mohammed Ashfaq aus Pakistan. Callphonex teilte dem Konto daraufhin eine virtuelle Nummer mit US-Länderkennung zu, welche von einem belgischen Unternehmen an Callphonex vermietet worden war. Über den Provider wurden von Kharak Singh noch fünf Rufnummern mit österreichischer Durchwahl angefordert, welche bei einem Anruf über die virtuelle US-Nummer an den jeweiligen Empfänger weitergeleitet wurden. Damit sollten die aus Pakistan getätigten Anrufe, wie solche aus den USA erscheinen. Die Täter in Mumbai wiederum wählten von indischen Rufnummern aus die österreichischen Rufnummern, um die jeweiligen Hintermänner in Pakistan zu erreichen. Eine zweite Geldüberweisung erfolgte im November aus Italien mittels Western Union von einem Javed Iqbal mit pakistanischem Pass. Diese Zahlung wurde an Callphonex übermittelt und von Kharak Singh über seine E-Mail-Adresse mitgeteilt. Eine Anfrage der US-Firma, warum die Überweisungen aus Pakistan kommen würden, wenn er doch aus Indien sei, blieb unbeantwortet. Während der Anschläge konnten die indischen Sicherheitskräfte die Anrufe der US-Nummer und auch jene an die österreichischen Nummern abfangen und aufzeichnen.
In der ersten Woche des Jahres 2009 erklärte die indische Regierung, dass der 26. November ohne die Unterstützung von Elementen des pakistanischen Staates nicht hätte stattfinden können. Es wurde eine Liste mit den Namen von 35 Pakistanis veröffentlicht, welche in die Anschläge verwickelt gewesen seien.

### Reaktion Pakistans
Laut den indischen Behörden hätten Präsident Asif Ali Zardari und Premierminister Yousaf Raza Gilani ernsthafte Aufklärungsarbeit angekündigt und einleiten wollen, seien aber von der Militärführung unter Ashfaq Parvez Kayani, welche in Pakistan über die eigentliche Macht verfüge, „ausgebremst“ worden. Indien versuchte auch über Drittländer, vor allem jene, welche Opfer unter den Anschlägen zu beklagen hatten, Druck auf Pakistan auszuüben. So kam es unter anderem im Dezember 2008 zu einem Besuch der US-Außenministerin Condoleezza Rice in Pakistan und Indien.
Die LeT befindet sich seit 2001 auf der US-Terrorliste und wurde auch in Pakistan 2002 offiziell verboten, ist aber weiterhin durch seine Frontorganisation Jamaat ud-Dawa (JuD) aktiv, welche zu den größten Hilfsorganisationen Pakistans zählt und daher auch einen starken Rückhalt in weiten Teilen der Bevölkerung genießt. 2005 wurde die LeT vom Sicherheitsrat der Vereinten Nationen als mit al-Qaida verbundene Terrororganisation ausgewiesen. Nach den Anschlägen in Mumbai wurde im Dezember 2008 auch die JuD in diese Liste aufgenommen.
Innenminister Rehman Malik bestätigte schließlich erst am 13. Februar 2009, dass der Anschlag in Pakistan geplant worden sei. Zuvor war am 7. Januar 2009 bestätigt worden, dass es sich bei Ajmal Kasab um einen Staatsbürger Pakistans handeln würde. Eine Beteiligung staatlicher Stellen an dem Anschlag wurde zurückgewiesen. Im April 2012 setzten die USA eine Belohnung von 10 Millionen US-Dollar für Informationen aus, die zur Verurteilung des LeT-Chefs Hafiz Muhammad Saeed wegen Terrorismus führen könnten. Im August 2012 wurde das LeT-Mitglied Sajid Majeed vom US-Finanzministerium in die Liste der globalen Terroristen aufgenommen.
Am 3. August 2015 veröffentlichte der frühere FIA-Chef Tariq Khosa, der die pakistanische Seite der Mumbai-Untersuchung beaufsichtigte, einen Kommentar in der englischsprachigen Zeitschrift Dawn. In diesem meinte er unter anderem, dass sich Pakistan mit dem Chaos in Mumbai auseinandersetzen müsse, das von seinem Boden aus geplant und gestartet worden sei. Dies erfordere, sich der Wahrheit zu stellen und Fehler zuzugeben. Der gesamte Staatssicherheitsapparat müsse sicherstellen, dass die Täter und Vordenker der schrecklichen Terroranschläge vor Gericht gestellt werden. Der Fall habe viel zu lange gedauert. Verzögernde Taktiken der Angeklagten, häufiger Wechsel der Prozessrichter und die Ermordung des Fallstaatsanwalts sowie die Rücknahme der ursprünglichen Aussagen einiger wichtiger Zeugen seien schwerwiegende Rückschläge für die Staatsanwälte gewesen.
Mehrere Personen wurden verhaftet oder unter Hausarrest gestellt, darunter LeT-Führer Zakiur Rehman Lakhvi und LeT-Gründer Hafiz Muhammad Saeed. Lakhvi wurde im April 2015 unter Protesten Indiens und der USA wegen mangelnder Beweise auf Kaution entlassen. Die LeT-JuD-Organisationsstruktur wurde erst im Februar 2018 von der pakistanischen Regierung offiziell verboten, nachdem ihr durch die Financial Action Task Force on Money Laundering eine Abstufung Pakistans auf die „schwarze Liste“ gedroht hatte, was dem Land vor allem die Kreditaufnahme auf den Finanzmärkten erschwert hätte. Pakistan hatte diesbezüglich einen umfassenden 26-Punkte-Aktionsplan vorgelegt, um die Finanzierung militanter Gruppen, einschließlich der JuD zu drosseln.
Im Juli 2019 wurde Hafiz Muhammad Saeed, nachdem er sich mehrmals in Hausarrest befunden hatte, festgenommen und im Februar 2020 wegen Terrorfinanzierung zu zweimal fünfeinhalb Jahren Haft verurteilt.
Im Januar 2021 wurde in Pakistan erneut Zakiur Rehman Lakhvi unter dem Verdacht der Terrorfinanzierung festgenommen.

### Weitere Verurteilungen
In Indien wurde Syed Zabiuddin Ansari, der während der Anschläge mit den Terroristen in Mumbai kommuniziert und Anweisungen gegeben haben soll, im August 2016 zu lebenslanger Haft verurteilt.
Im Januar 2013 wurde David Headley, US-Amerikaner pakistanischer Abstammung, von einem Gericht in Chicago zu einer Freiheitsstrafe von 35 Jahren verurteilt, mit einer frühesten Entlassungsmöglichkeit nach 30 Jahren. Der als Daood Gilani geborene Sohn eines früheren pakistanischen Diplomaten und einer US-Amerikanerin war im Oktober 2009 festgenommen worden und hatte im März 2010 gestanden, zwischen 2002 und 2005 an Trainingseinheiten in LeT-Ausbildungslagern teilgenommen zu haben. Durch seine 2006 erfolgte Namensänderung und seinen US-Pass sei es ihm möglich gewesen, die späteren Anschlagsziele für die LeT auszukundschaften.
Ebenfalls im Oktober 2009 wurde der kanadische Staatsbürger pakistanischer Herkunft Tahawwur Hussain Rana in Chicago festgenommen. Er soll David Headley, mit Hilfe seines auf Auswanderung spezialisierten Reisebüros geholfen haben, nach Indien zu reisen, um dort die Anschlagsorte auszuspähen. Zudem hätten die beiden einen Anschlag auf die Redaktionsräume der dänischen Zeitung Jyllands-Posten geplant, weil diese die umstrittenen Mohammed-Karikaturen veröffentlicht hatten. Das Gericht in Chicago sah es als erwiesen an, dass Rana von Ende 2005 bis Oktober 2009 die Terrororganisation LeT unterstützt, sowie ab Oktober 2008 auch an einer Verschwörung zum Anschlag auf die dänische Zeitung beteiligt gewesen war. Er wurde im Januar 2013 zu einer Freiheitsstrafe von 14 Jahren verurteilt.

### Verbindung zum pakistanischen Geheimdienst
Laut einem im Juni 2019 erschienenen Bericht des International Centre for Counter-Terrorism (ICCT), welches die Ergebnisse mehrerer internationaler polizeilicher Ermittlungen und dutzender durch den Angriff ausgelöster analytischer Studien untersuchte, können drei Perspektiven einer möglichen Beteiligung des pakistanischen Militärgeheimdienstes Inter-Services Intelligence (ISI) oder des pakistanischen Militärs eingenommen werden.
Die in Indien am stärksten vertretene Meinung ist, dass es sich um eine staatlich geförderte verdeckte Operation des pakistanischen Geheimdienstes handelt. Eine zweite Meinung, die unter amerikanischen und europäischen Analysten häufiger anzutreffen ist, vertritt die begrenzte Ansicht, dass „abtrünnige Elemente“ innerhalb des pakistanischen Geheimdienstes ISI an dem Angriff beteiligt waren. Schließlich gibt es die von pakistanischen Beamten favorisierte Interpretation, wonach an dem Angriff in Mumbai keinerlei staatliche Akteure beteiligt waren. Die pakistanischen und indischen Quellen spiegeln dabei jeweils die nationalen Vorurteile wider, konvergieren aber bei der grundlegenden Berichterstattung über Fakten. Unterschiede ergeben sich meist in Auslegungsfragen.
Im Juni 2001 veröffentlichte das pakistanische Magazin Newsline einen Bericht, in dem ein Flügel des ISI, bekannt als „S-Flügel“, beschuldigt wurde, inländischen Terrorismus angestiftet zu haben. Der Bericht deutete darauf hin, dass während des demokratischen Zwischenspiels von 1988–99, als zivile Premierminister das Land regierten, das von der Armee unterrichtete ISI islamistische Stellvertreterorganisationen (Proxys) eingesetzt hatte, um sie zu diskreditieren. Es besteht seit langem der Verdacht, dass solche Elemente am 30. September 1988 ein Massaker extremistischer Sindhis in der Stadt Hyderabad angeleitet hatten. Dabei waren hauptsächlich Menschen aus der Minderheit der Muhajir getötet worden, Nachkommen von Flüchtlingen, die 1947 aus Indien ausgewandert waren. Am nächsten Tag verübten Muhajirs in Karatschi einen Vergeltungsschlag gegen unschuldige Sindhis und brachen damit die Bemühungen ziviler Politiker, eine Einheitsfront gegen das damals an der Macht befindliche Militärregime zu bilden. Während des folgenden Jahrzehnts gab es weiterhin Gerüchte, dass das ISI abtrünnige Fraktionen innerhalb der Mainstream-Parteien unterstützte und ihnen Waffen zur Verfügung stellte, um sich gegenseitig zu bekämpfen. Diesen Gerüchten schlossen sich manchmal auch Beamte anderer Sicherheitsbehörden in Pakistan an.
Nach den Terroranschlägen am 11. September 2001 kam es zu einer internationalen Prüfung bezüglich der angeblichen Unterstützung des ISI für militante Gruppen. Angesichts des zunehmenden Verdachts wurde 2006 auf Geheiß der USA und mit CIA-Geldern finanziert, das ISI-CT (CT: Counter-Terrorism) gegründet, welches als Direktion für die Terrorismusbekämpfung in Pakistan verantwortlich sein und mit westlichen Kollegen in Kontakt treten sollte.
Der amerikanische Gelehrte Stephen Tankel beschrieb das ISI-CT als ein beim pakistanischen Sicherheitsinstitut als „extern gesponsertes Waisenkind“ wahrgenommenes Element, welches über ein nur begrenztes Mandat verfüge und vom leistungsstärkeren „S-Flügel“, welchem die Leitung von Geheimdienst- und Sicherheitsoperationen außerhalb Pakistans obliege, eingeschränkt und untergraben werden würde. Westliche Wissenschaftler, Forscher und Journalisten wie Robert Johnson, David Ignatius, Thomas E. Ricks, Siegfried O. Wolf, Shaun Gregory und Steve Coll befürworten die indische Behauptung, dass der Anschlag von Mumbai zumindest mit einem gewissen Grad an Vorkenntnis durch den ISI stattgefunden habe. US- und verbündete Geheimdienste hatten die Kommunikation zwischen den Attentätern und den Hintermännern in Karatschi aufgezeichnet. In den Kommunikationsdaten waren auch Telefonnummern von bekannten ISI-Offizieren enthalten. Die Journalisten Cathy Scott-Clark und Adrian Levy schrieben in ihrem Buch The Exile, berufend auf zwei führende Mitglieder der LeT, dass Osama bin Laden 2008 nach Mansehra gereist war, um an einem außerordentlichen Treffen für die Operation in Mumbai am 26. November 2008 teilzunehmen. Dieses Treffen sei vom „S-Flügel“ des ISI beaufsichtigt und von al-Qaida gesponsert worden. Das Anwesen von Osama bin Laden in Abbottabad soll auf einem von der LeT erworbenen Grundstück errichtet worden sein. Darüber hinaus stellten Dokumente, die bei der Razzia des US-Kommandos beschlagnahmt wurden, bei der bin Laden getötet wurde (Operation Neptune Spear), fest, dass Hafiz Muhammad Saeed bis zu dessen Tod mit dem al-Qaida-Chef korrespondiert hatte.
David Headley hatte gegenüber den US-Behörden ausgesagt, dass er vom ISI in Geheimdiensttechniken geschult worden und von einem ISI-Offizier, welchen er als „Major Iqbal“ bezeichnete, sowie dem LeT-Mitglied Sajid Majeed alias „Sajid Mir“ finanziert worden sei. Das ISI habe ihn auch an die LeT vermittelt. Er behauptete auch, dass die zehn Attentäter von ehemaligen Mitgliedern pakistanischer Spezialeinheiten ausgebildet worden waren. Gegenüber indischen Ermittlern offenbarte er dabei auch ein mögliches Motiv für den Anschlag: die LeT sei 2007–2008 mit internen Rissen konfrontiert gewesen, da sich jüngere Kader aufgrund der Unterwürfigkeit gegenüber dem ISI von der Gruppe hätten lösen wollen. Um die LeT unter einer „formbaren“ Führung zu vereinen, scheinen einige S-Flügel-Angehörige eine Offensive gegen Indien arrangiert zu haben, um der LeT Respekt innerhalb der pakistanischen Dschihadistengemeinschaft einzubringen und weitere Überläufe zu verhindern. Dieses Ansehen habe durch den Angriff auf Ausländer noch gesteigert werden sollen. Durch den Tod aller zehn Angreifer wäre auch jede Verbindung nach Pakistan zu leugnen gewesen.
Neben den umfangreichen Aussagen des überlebenden Attentäters Ajmal Kasab und auch des Mitverschwörers David Headley trugen auch die Aussagen des ebenfalls am Anschlag beteiligten Zabiuddin Ansari dazu bei, eine Verbindung nach Pakistan und zu eventuellen Hintermännern herzustellen. Ansari, ein indischer Jihadist, war 2006 von Indien nach Pakistan geflohen und habe dort den zehn Attentätern Sätze auf Hindi beigebracht. Die Idee war, dass sie während des Angriffs indische Fernsehnachrichtensender anrufen und politische Erklärungen abgeben würden. Die Verwendung von Mumbai-spezifischem Slang würde, so hoffte die LeT, die Zuhörer hinsichtlich ihrer tatsächlichen Nationalität verwirren und sie als einheimisch erscheinen lassen. Ansari behauptete auch, dass die in Mumbai verwendeten Waffen und die Munition vom ISI zur Verfügung gestellt worden seien und dass ISI-Beamte während des Anschlags im LeT-Kontrollraum in Karatschi anwesend gewesen seien. Ein von Ansari in dieser Hinsicht identifizierter ISI-Major namens Sameer Ali, war auch von Headley als jener ISI-Beamte benannt worden, der ihn an die LeT verwiesen habe.
Eine staatliche Beteiligung an dem Anschlag wurde von Pakistan zurückgewiesen. Die von Headley und Ansari genannten Namen der angeblichen ISI-Beamten tauchen in den pakistanischen Berichten gar nicht auf. Alle wichtigen Entwicklungen in diesem Fall wurden durch Informationen ausgelöst, die entweder von westlichen Sicherheitsbehörden oder von Indien geteilt wurden. Hochrangige amerikanische Beamte hatten in ihren Memoiren angegeben, dass ISI-Chef Ahmed Shuja Pasha gegenüber dem pakistanischen Botschafter in Washington „Abtrünnige“ für den Angriff verantwortlich gemacht habe. Mumbai sei keine ISI-Operation gewesen.

### Sonstige Auswirkungen
Aus Sicht der Wirtschaft hatte der Angriff keine gravierenden Auswirkungen. Der stark frequentierte Bahnhof Chhatrapati Shivaji Terminus war wenige Stunden nach dem Angriff wieder geöffnet und auch die Mumbai Stock Exchange nahm nach einer nur rund eintägigen Schließung wieder ihren Betrieb auf. Der Touristenstrom ging kurz nach den Anschlägen um etwa 10 Prozent zurück, nur um Mitte 2009 wieder auf das Vor-Anschlagsniveau anzusteigen. Weniger als einen Monat nach den Anschlägen konnten auch die beiden Hotels Taj Mahal Palace und Trident Oberoi wieder für Gäste geöffnet werden.
Die in dem Bundesstaat Goa vor allem bei Touristen beliebten Goa-Partys am Strand wurden zeitweise aus Angst vor weiteren Anschlägen untersagt.
Nach Kritik am Krisenmanagement trat der Innenminister Shivraj Patil zurück, das Amt übernahm der bisherige Finanzminister P. Chidambaram. Auf Drängen seiner Partei stellte auch der Chief Minister Maharashtras Vilasrao Deshmukh sein Amt zur Verfügung.
Zur Verbesserung der Sicherheit wurde der Küstenschutz von der Küstenwache auf die Marine übertragen. Zudem wurde die Einrichtung regionaler Außenstellen der primär für den Anti-Terror-Kampf vorgesehenen National Security Guard und die Einrichtung einer auf Terrorismus spezialisierten National Investigation Agency verfügt. Zur verstärkten Zusammenarbeit im Bereich Anti-Terror begann Indien zudem Gespräche mit Deutschland, Frankreich, Israel, Großbritannien und den USA.
Aufgrund der Anschläge kam es in Indien zu einem Verbot der Verwendung von Satellitentelefonen ohne vorherige und ausdrückliche Genehmigung des Ministeriums für Telekommunikation. Das Verbot erstreckt sich auch auf die indischen Hoheitsgewässer. Bei einer Zuwiderhandlung drohen dem Inhaber eine strafrechtliche Verfolgung und die Beschlagnahme des Gerätes. Die indische Regierung empfiehlt daher Reisenden, keine Satellitentelefone nach Indien mitzunehmen.

## Filme
- Victoria Midwinter Pitt: Surviving Mumbai, Dokumentarfilm, 2009.
- Anthony Maras (Regie und Mitarbeit DB): Hotel Mumbai, 2018, Spielfilm, Australien, USA; Originalsprachen: Englisch, Hindi, Urdu, Panjabi, Russisch, Persisch
- Saat des Terrors, investigativer Spielfilm, 2018, Regie: Daniel Harrich (Grimme-Preisträger).
- Spur des Terrors – Die Dokumentation, von Daniel Harrich, Geschichte des Drahtziehers der Anschläge, des US-Geheimagenten David Coleman Headley, Das Erste, Erstausstrahlung 22. November 2018.